# Uvaria pierrei
Uvaria pierrei este o specie de plante angiosperme din genul Uvaria, familia Annonaceae, descrisă de Achille Eugène Finet și François Gagnepain. Conform Catalogue of Life specia Uvaria pierrei nu are subspecii cunoscute.